# Revolt de la Coforna

El Revolt de la Coforna respecte del terme de Granera

El Revolt de la Coforna és un revolt de la carretera BV-1245, en el terme municipal de Granera, a la comarca del Moianès.
Està situat en el punt quilomètric 6,9 d'aquesta carretera, a llevant del poble de Granera. És al sud-est de l'Horta de l'Agulló, a prop i al nord-oest del Pantà del Marcet i al nord-est de la masia de l'Agulló.